# Benito Juárez, Tonalá
Benito Juárez är en ort i Mexiko.   Den ligger i kommunen Tonalá och delstaten Chiapas, i den sydöstra delen av landet, 700 km sydost om huvudstaden Mexico City. Benito Juárez ligger 121 meter över havet och antalet invånare är 252.
Terrängen runt Benito Juárez är varierad. Runt Benito Juárez är det ganska glesbefolkat, med 50 invånare per kvadratkilometer. Närmaste större samhälle är Tres Picos, 4,5 km söder om Benito Juárez. Omgivningarna runt Benito Juárez är en mosaik av jordbruksmark och naturlig växtlighet.